# Unión de la Juventud Comunista (Uruguay)
La Unión de la Juventud Comunista (UJC) es la organización juvenil uruguaya perteneciente al Partido Comunista del Uruguay (PCU). 
Fue creada en 1955, como definición central del XVI Congreso del PCU. Le son propios los principios ideológicos y organizativos del marxismo-leninismo. Miembro de la Coordinadora de Juventudes Frenteamplistas (JFA), es una organización de trabajadores y estudiantes que buscar forjar el camino de la revolución uruguaya mediante la Democracia Avanzada hacia el socialismo en su territorio y en todo el continente latinoamericano. A casi tres décadas del final de la guerra fría, buscan mantener la vigencia de los conceptos marxistas entre la juventud uruguaya del siglo XXI.
A nivel internacional tiene afiliación a la Federación Mundial de la Juventud Democrática (FMJD).